# Psychotria poeppigiana
Psychotria poeppigiana là một loài thực vật có hoa trong họ Thiến thảo. Loài này được Müll.Arg. miêu tả khoa học đầu tiên năm 1881.

## Hình ảnh

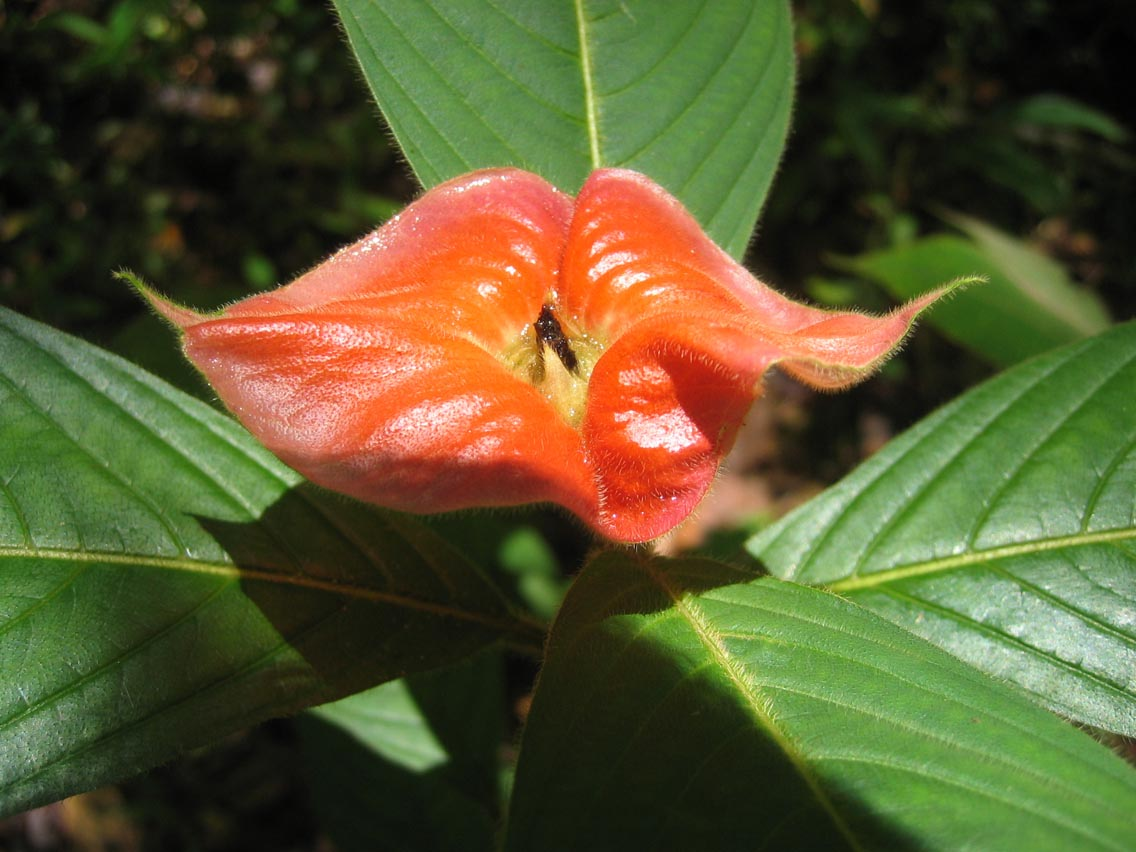
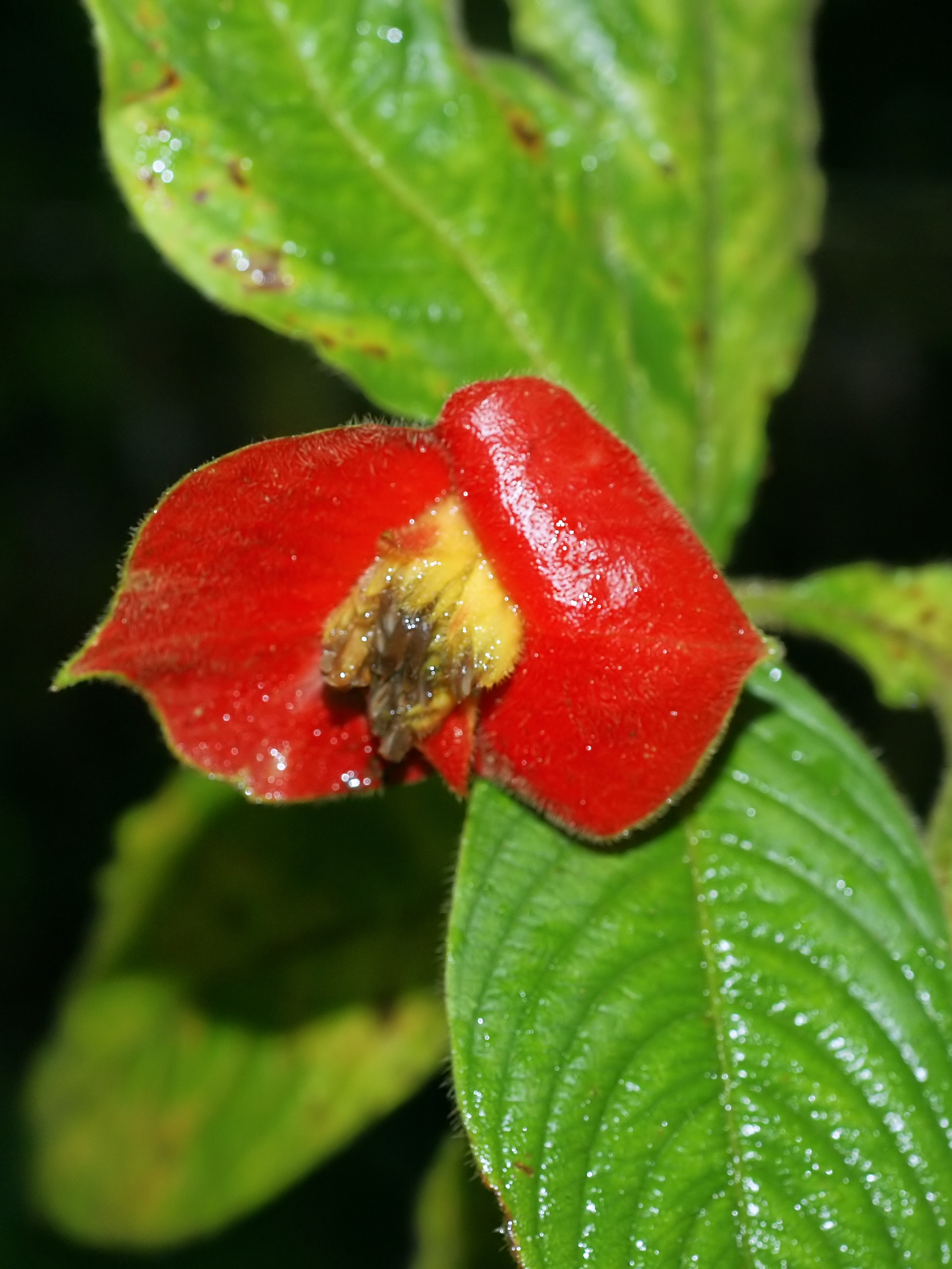
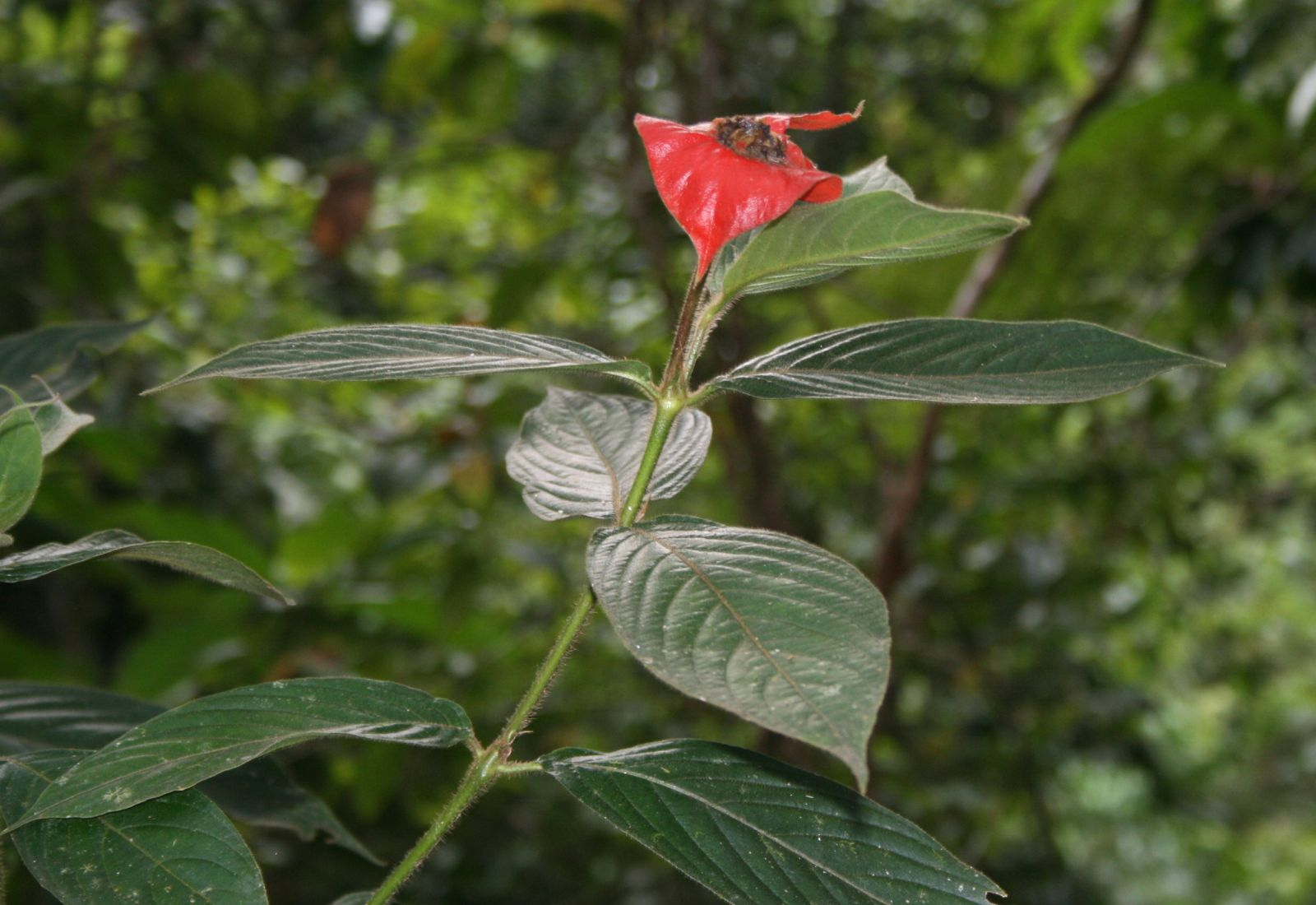
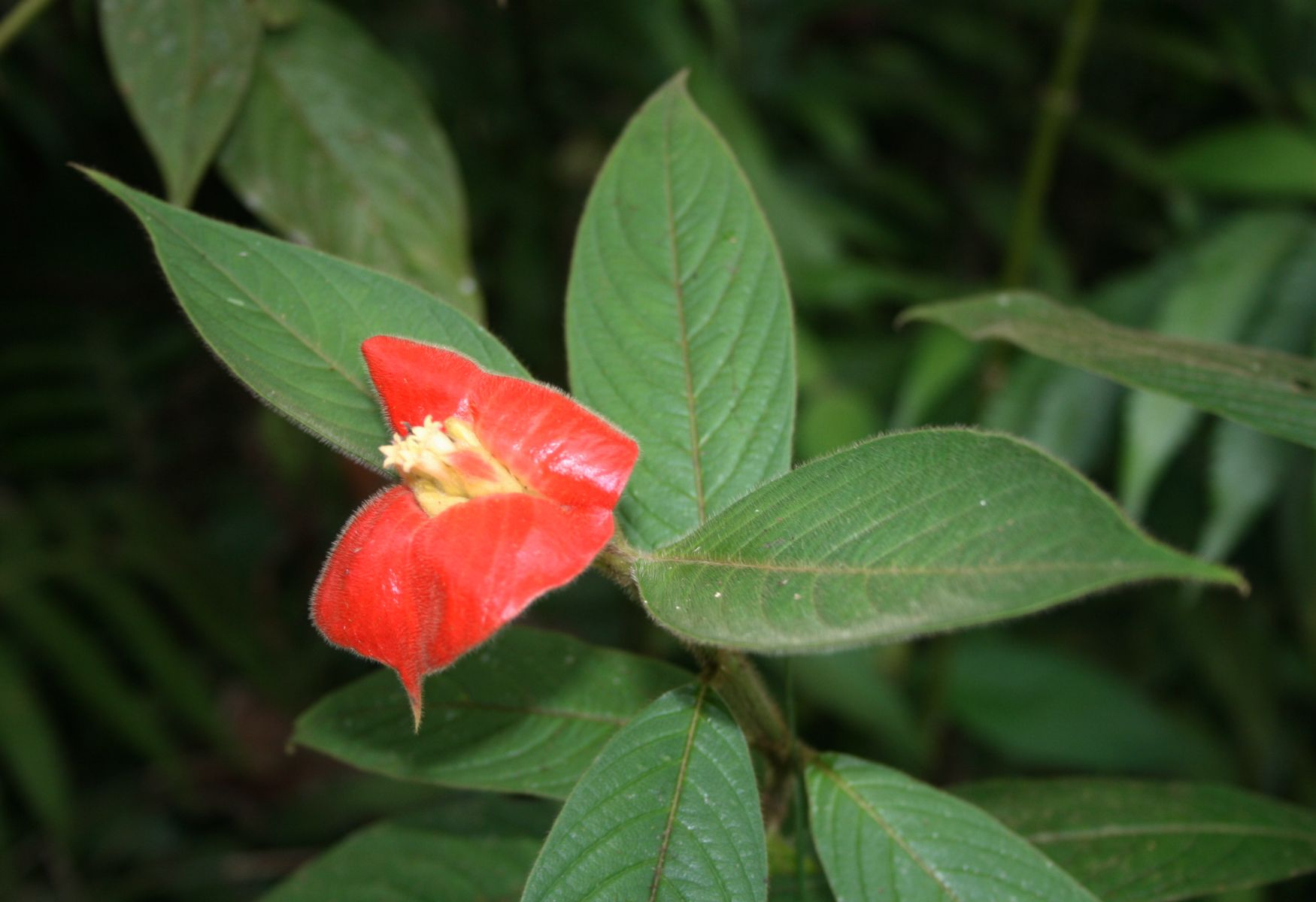